# Haapasaari (ö i Norra Savolax, Varkaus, lat 62,44, long 27,87)
Haapasaari är en ö i Finland. Den ligger i sjön Unnukka och i kommunen Leppävirta i den ekonomiska regionen  Varkaus ekonomiska region  och landskapet Norra Savolax, i den sydöstra delen av landet, 290 km nordost om huvudstaden Helsingfors. Öns area är 12,5 hektar och dess största längd är 0,5 kilometer i nord-sydlig riktning.